# Obrechies
Obrechies là một xã ở trong tỉnh Nord ở miền bắc nước Pháp. Xã này có diện tích 5,45 kilômét vuông, dân số năm 1999 là 255 người. Xã nằm ở khu vực có độ cao trung bình 175 mét trên mực nước biển.